# 大光寺 (長崎市)
大光寺（だいこうじ）は、長崎市にある浄土真宗本願寺派の寺院。本尊は阿弥陀如来。
寺の境内は、宝暦10年（1760年）ごろには5998坪あったと伝わる。

## 歴史
慶長19年（1614年）、龍造寺家の一族であった三浦弥助が発心して京都の本願寺に参詣し、僧となって慶了と号した。後に伊良林郷（現・長崎市伊良林町）に庵室を営み、現在の中紺屋町に本願寺末として大光寺を開創した
慶了は長崎五人僧の1人として布教に努め、元和7年（1621年）に木仏を下付された。
慶安2年（1649年）、2世西詠が寺地を西本願寺に献じて御坊の格式を受けて、長崎真宗一派の触頭となった。これにより、大光寺は西本願寺門主の兼務所となり、西詠とその子孫は世々御坊所留守居と称し、住持の事務は本願寺から派遣される輪番僧が行なった。
万治3年（1660年）、西詠が寺地を現在地（鍛冶屋町）に移す。
本堂は唐通事で壇主の陽聰（惣）右衛門尉国澗が寄進したもので、寛文12年（1672年）には3世西祐の代に梵鐘が鋳造され陽聰右衛門らが銘を載せた。
延享3年（1746年）、6世留守居の慶栄が退院を命じられたことで大光寺の寺号は絶えた。その後は長専寺・随専寺などと称したが、天明元年（1781年）に8世となった達了が同5年（1785年）に本願寺から住持職を許され、後に旧寺号に復した。
文化8年（1811年）、達了が院家に昇進して、寺格は朱印地同様となった。
明治10年（1877年）、西南戦争の折には官軍参謀の宿舎に充てられた。

## 文化財、その他
『長崎図志』には、本堂餘間席に森陽信筆の桐鳳凰図があり、昔は堂前にあった桜桃一株が有名であったと記されている。
境内の墓地には、本木良永らオランダ通詞を務めた本木一族の墓があり、本木昌造の墓は長崎市指定史跡となっている。ほかにも西郷四郎の墓、富商石崎家の墓地や写真家内田九一の墓などがある。

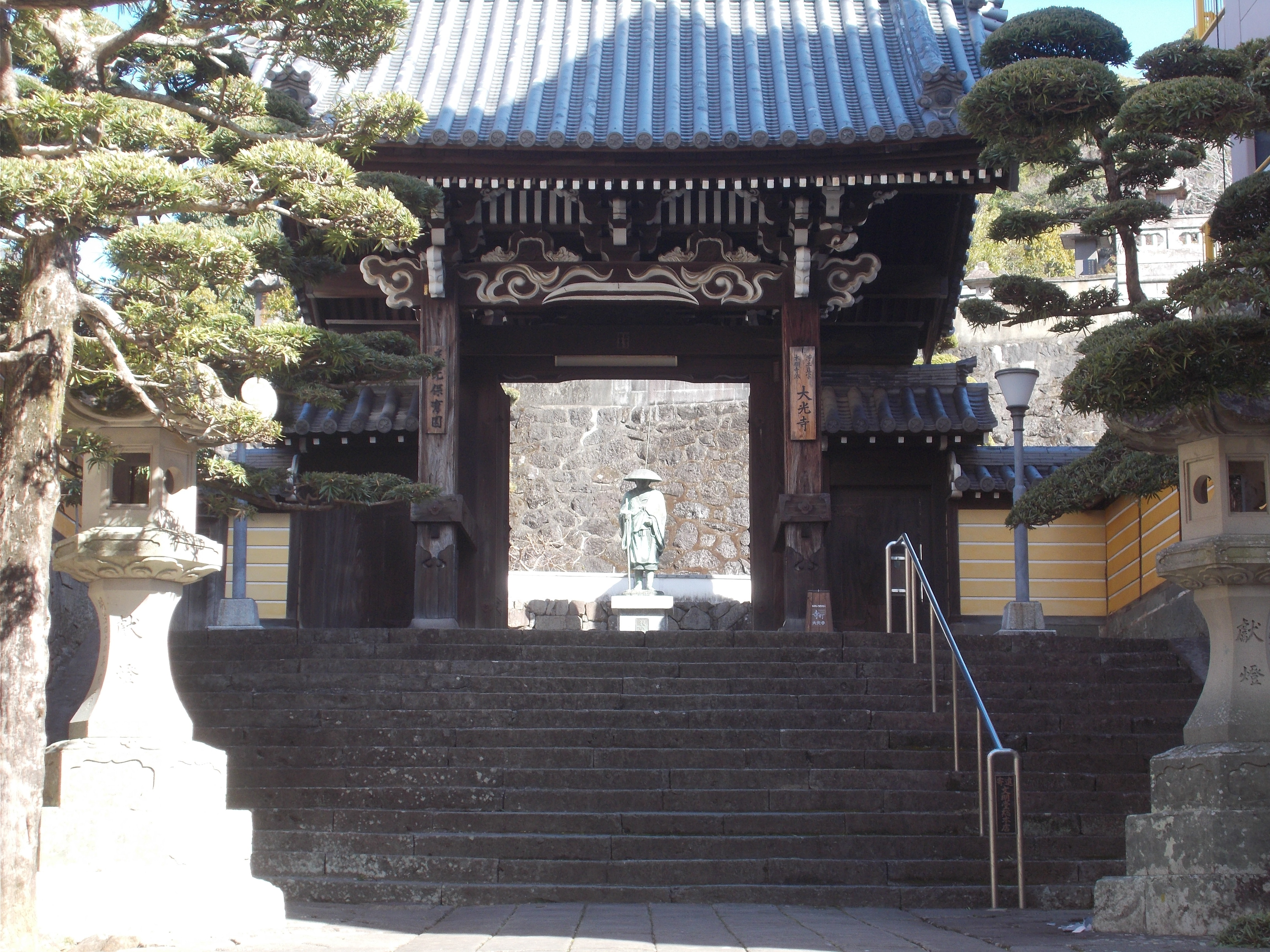
山門
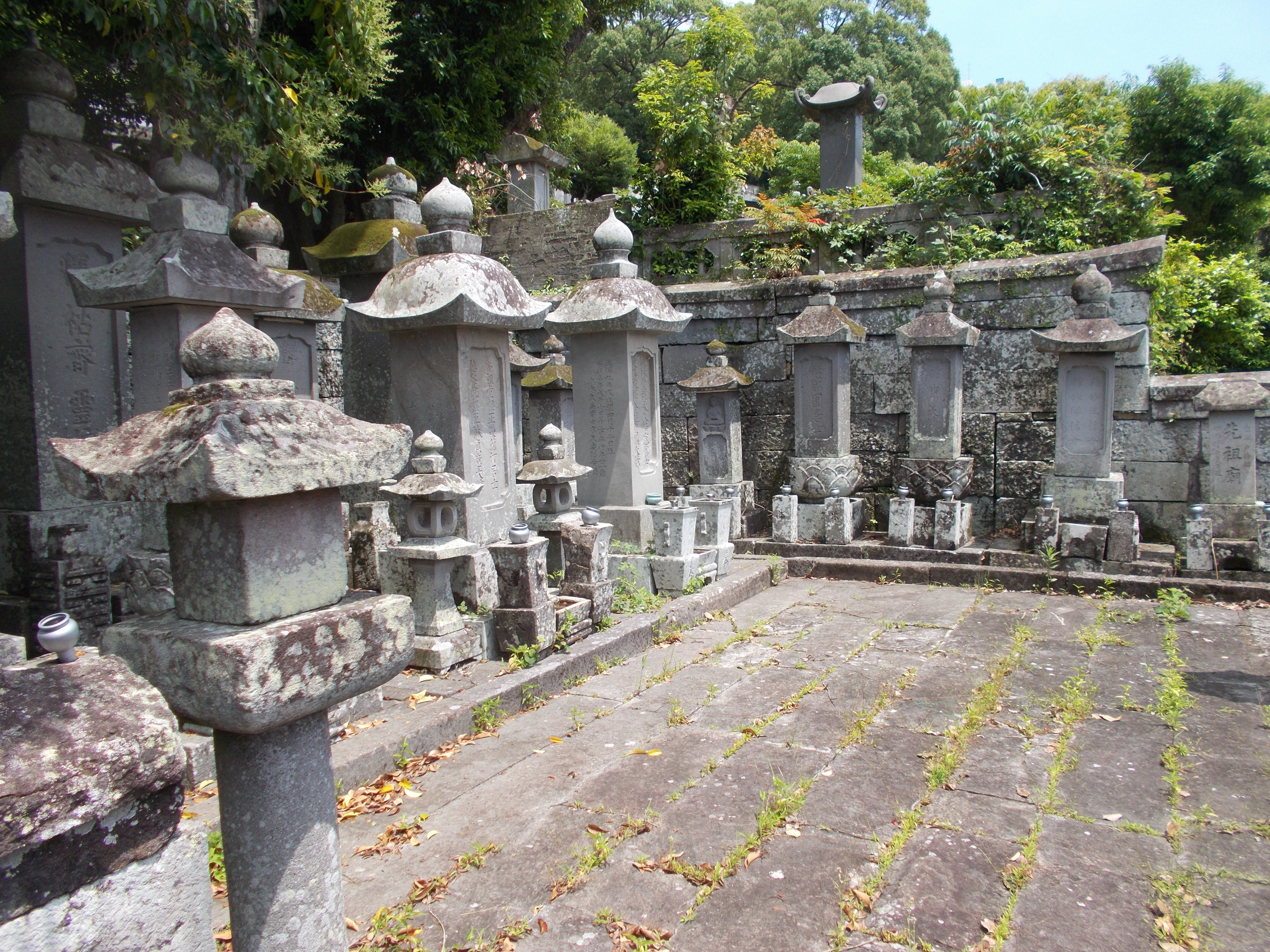
本木家の墓
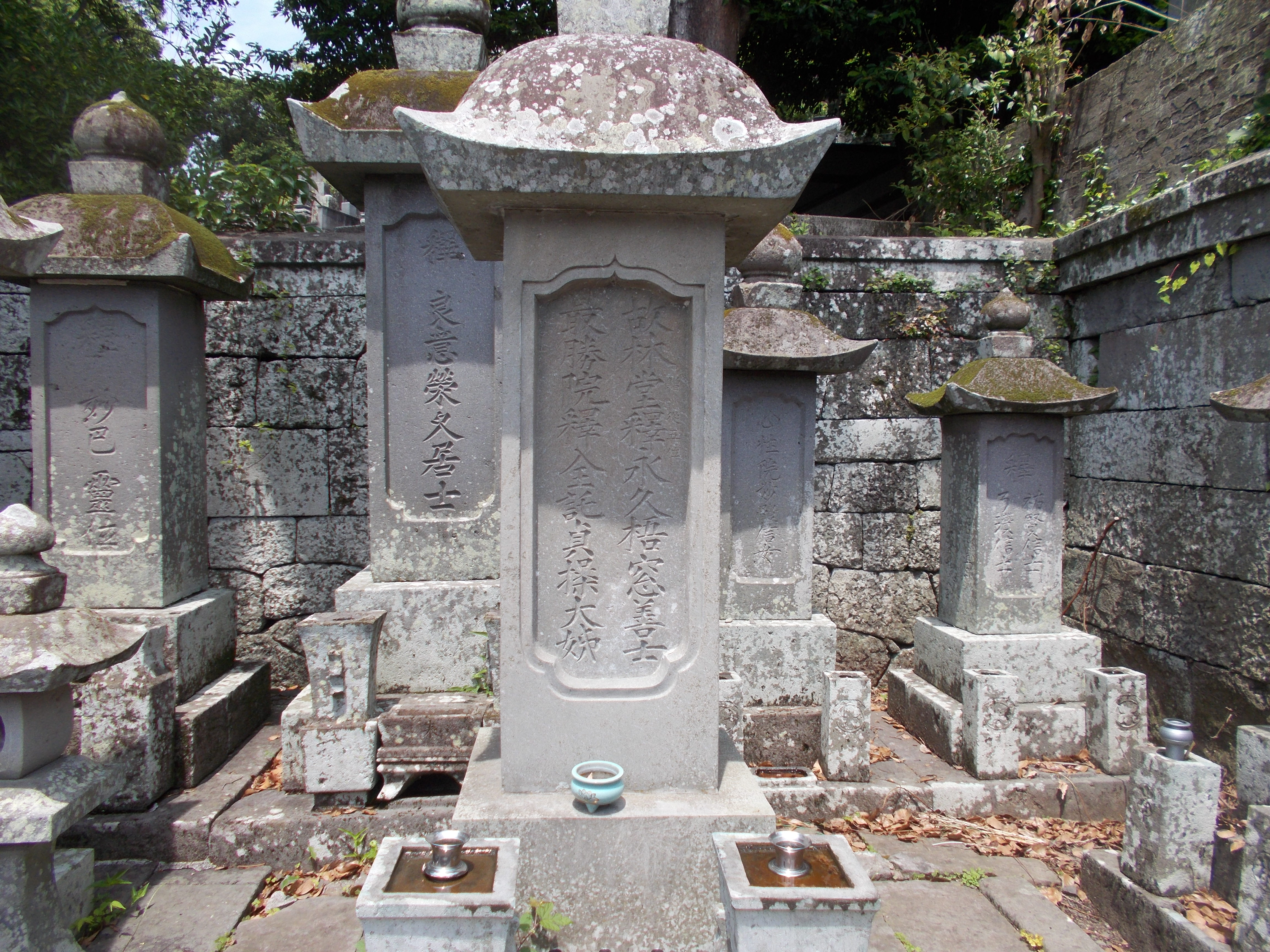
本木昌造の墓 - 長崎市指定史跡
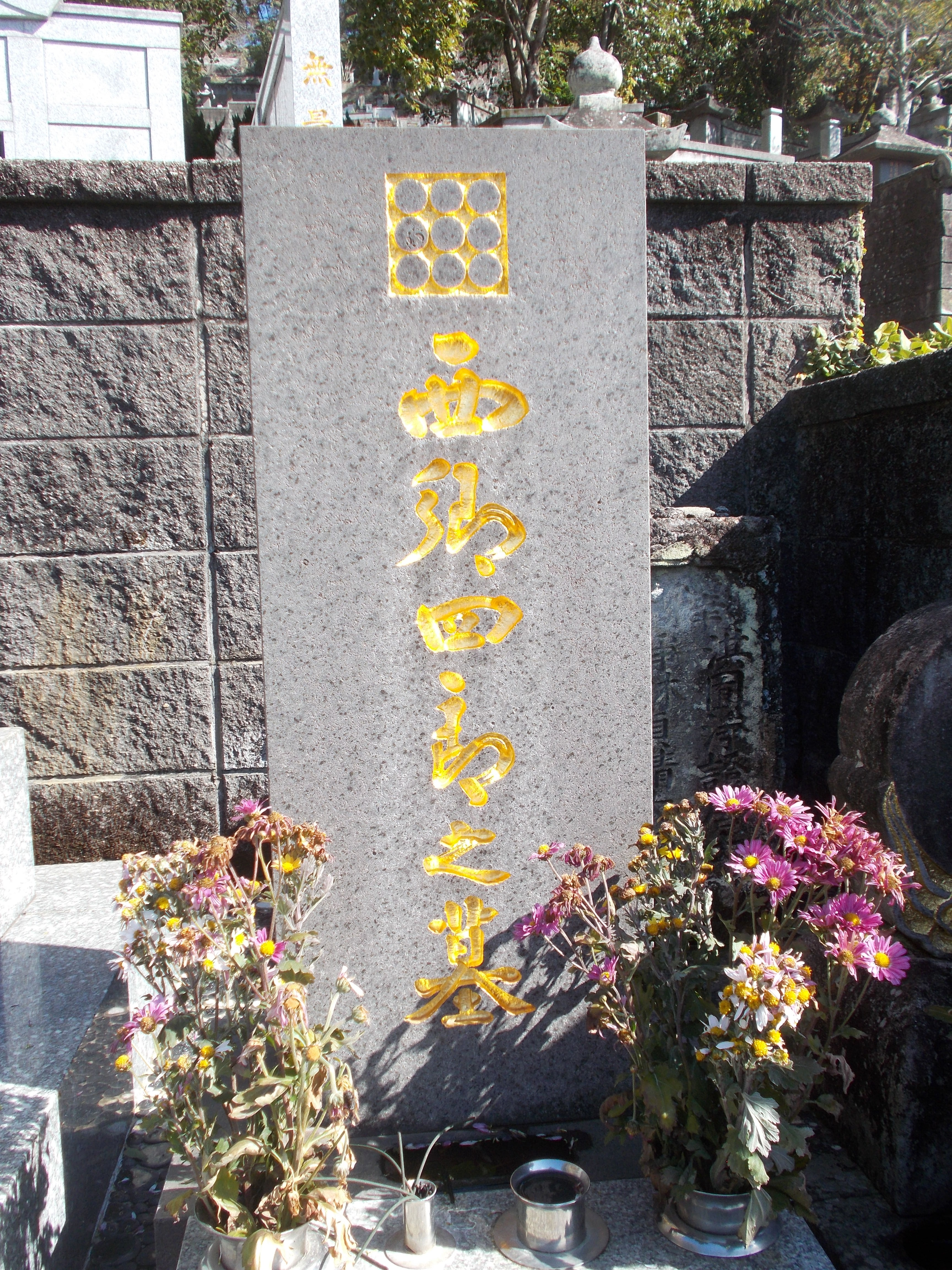
西郷四郎の墓